# Salvatore Riina
Salvatore Riina, conhecido por Totò Riina (Corleone, 16 de novembro de 1930 - Parma, 17 de novembro de 2017), foi um criminoso italiano. Foi um membro da máfia siciliana Cosa Nostra.
Nascido em uma família de camponeses, Totò perdeu seu pai aos 13 anos, numa tentativa frustrada de remover pólvora de uma bomba da Segunda Guerra Mundial que não viera a explodir.
Mais tarde, logo após completar 18 anos - e ser preso pela primeira vez por homicídio - entra para a Cosa Nostra, sob a mão de Luciano Liggio, que mais tarde viria a ser seu chefe.
Tornou-se o membro mais poderoso da organização criminosa no início de 1980, após a prisão de Liggio. Mafiosos companheiros o apelidaram de "A Besta" (La Belva), devido à sua natureza violenta, ou às vezes o chamavam de "O Curto" (U curtu), mas nunca em sua presença, devido à sua baixa estatura de 1,58 cm. Durante a sua carreira ao longo da vida no crime se acredita que ele, pessoalmente, matou cerca de quarenta a sessenta pessoas, e de ter ordenado a morte de centenas de outras. Dentre as principais e mais notórias vítimas estão Michele Navarra (um dos mafiosos mais celebres de todos os tempos da Cosa Nostra e ex-chefe de Luciano Liggio e de todo o clã mais tarde chamado de "Corleonesi") e os juízes antimáfia Giovanni Falcone e Paolo Borsellino, quando os italianos viam a possível primeira grande queda da máfia siciliana ir por água abaixo em 1992.
Em 1969, Riina foi condenado pela primeira vez, mas conseguiu viver na clandestinidade por 25 anos. Assumiu o comando da Cosa Nostra em 1974, substituindo Liggio. No mesmo ano, casou-se com a professora Antonietta Bagarella, que pertencia a uma grande família mafiosa. Tiveram quatro filhos, dois deles também mafiosos: Giovanni, nascido em 1976, foi condenado a prisão perpétua por assassinato, e Giuseppe Salvatore, nascido em 1977, a oito anos e 10 meses de prisão por associação mafiosa. Nos anos 1980, Riina deu início à uma sangrenta disputa interna na máfia. Vencendo o confronto entre as "famílias palermitanas", em 1982 assumiu o controle de todas as atividades mais rentáveis da máfia, como tráfico de drogas e sequestros, tornando-se o chefe da "Cúpula" da Cosa Nostra.
À frente da Cosa Nostra, Totò iniciou uma caçada a oficiais do Estado, mas acabou preso em 15 de janeiro de 1993 em um subúrbio de Palermo, graças à colaboração de criminosos arrependidos e de seu motorista pessoal. Totò e todo o clã dos Corleonesi nunca falaram a respeito de qualquer atividade mafiosa, negando sua participação na Cosa Nostra. Em 2009, porém, Riina afirmou que os Corleonesi nunca haviam mandado matar o procurador antimáfia Paolo Borsellino, e que isso teria sido um golpe do próprio Estado, assumindo assim seu papel dentro da máfia. A justiça confiscou dele uma fortuna de 125 milhões de euros.
Salvatore veio a óbito, em decorrência de um câncer, no dia 17 de novembro de 2017, na casa prisional onde se encontrava cumprindo pena, em Parma, na Itália. Apesar de estar preso, Totò não se arrependia dos crimes praticados. Em uma mensagem interceptada pela polícia meses antes de sua morte, disse que "nunca poderão lidar comigo, mesmo que me condenem a 3 mil anos de prisão".
Sua carreira é relatada no cinema, com a série Il capo dei capi.